# Sphenomorphus melanopogon
Espèce
Synonymes
- Gongylus melanopogon Duméril & Bibron, 1839
- Lygosoma melanopogon (Duméril & Bibron, 1839)
- Scincus naevius Duméril & Bibron, 1839
- Lygosoma florense Weber, 1890
- Sphenomorphus florensis (Weber, 1890)
- Lygosoma kuehnei Roux, 1910
- Sphenomorphus kuehnei (Roux, 1910)
- Sphenomorphus florensis barbouri Dunn, 1927
- Sphenomorphus florensis nitidus Dunn, 1927
- Sphenomorphus florensis weberi Dunn, 1927

Sphenomorphus melanopogon est une espèce de sauriens de la famille des Scincidae.

## Répartition
Cette espèce est endémique d'Indonésie, Elle se rencontre à Java, à Sumba, à Sumbawa, à Komodo, à Florès, à Adonara, à Alor, à Wetar, à Timor, aux îles Babar, à Damar, à Teun, aux îles Banda et aux îles Kai.

## Taxinomie
Sphenomorphus kuehnei décrit par Jean Roux en 1910 et Sphenomorphus florensis décrit par Max Carl Wilhelm Weber en 1890 et ses sous-espèces Sphenomorphus florensis barbouri, Sphenomorphus florensis nitidus et Sphenomorphus florensis weberi décrites par Emmett Reid Dunn en 1927 ont été placées en synonymie avec Sphenomorphus melanopogon par Glenn Michael Shea en 2012.

## Publication originale
- Duméril & Bibron, 1839 : Erpétologie Générale ou Histoire Naturelle Complète des Reptiles. vol. 5, Roret/Fain et Thunot, Paris, p. 1-871 (texte intégral).